# ابواسحاق اینجو

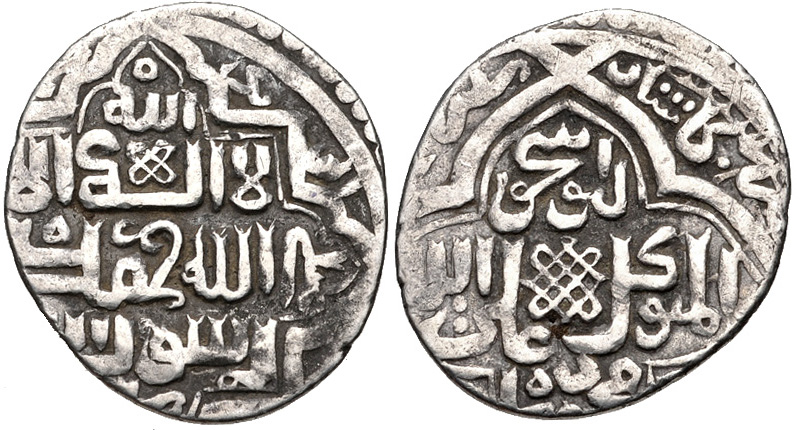
سکهٔ ابواسحاق اینجو

امیر جمال‌الدین شاه شیخ ابواسحاق (۷۲۱−۷۵۸ ق/ ۱۳۵۷–۱۳۲۱ م)، مشهورترین و واپسین فرمانروای آل اینجو بود که در اواخر دورهٔ ایلخانان بر فارس و اصفهان فرمان می‌راند.

## زندگانی
محمودشاه اینجو، پدر شاه شیخ ابواسحاق، در دربار ابوسعید بهادر (نهمین ایلخان مغول حاکم بر ایران) خدمت می‌کرد و تا سال ۱۳۳۴ م از جایگاه بسیار خوبی نزد ایلخان برخوردار بود. محمودشاه چهار پسر داشت. غیاث‌الدین کیخسرو، پسر دوم محمودشاه، از سال ۱۳۲۶ م به نمایندگی از پدر بر شیراز و فارس فرمان می‌راند. در سال ۱۳۳۷ م، دو سال پس از مرگ ابوسعید بهادر، جلال‌الدین مسعودشاه از سلطانیه عازم شیراز می‌شود و پس از درگیری با برادر کوچکتر خود، غیاث‌الدین کیخسرو، کنترل شیراز را به دست می‌گیرد و غیاث‌الدین و دیگر برادر خود، شمس‌الدین محمد، را به زندان می‌اندازد. غیاث‌الدین یک سال بعد در زندان می‌میرد اما شمس‌الدین در نهایت از زندان فرار می‌کند و به اصفهان می‌گریزد. در سال ۱۳۳۹ م فردی به نام پیرحسین چوپانی با شمس‌الدین اینجو متحد می‌شود و به قصد تصرف شیراز راهی فارس می‌شود. پیرحسین و شمس‌الدین، مسعودشاه را در سروستان شکست می‌دهند و مسعودشاه به لرستان می‌گریزد. یک ماه پس از تصرف شیراز پیرحسین علیه متحد خود، شمس‌الدین محمد اینجو، دسیسه می‌کند و او را به قتل می‌رساند تا خود به تنهایی بر شیراز حکومت کند. اما طولی نمی‌کشد که مردم شیراز علیه او می‌شورند و پیرحسین و افرادش را از شهر بیرون می‌کنند. پیرحسین به تبریز فرار می‌کند و مسعودشاه اینجو به شیراز بازمی‌گردد. پس از مدتی کوتاه در سال ۱۳۴۰ م پیرحسین با سپاهی جدید و این بار با همراهی امیر مبارزالدین (حاکم وقت یزد) به شیراز حمله می‌برد. مسعودشاه این بار هم از مقابل مهاجمان می‌گریزد و به بغداد می‌رود. شیراز پس از ۵۰ روز مقاومت و محاصره سرانجام به دست پیرحسین می‌افتد. حکومت پیرحسین در شیراز این بار هم بیش از دو سال نمی‌پاید. در تمام این مدت شیخ ابواسحاق و مسعودشاه در فکر و تلاش برای ستاندن انتقام قتل برادر خود (شمس‌الدین محمد) از پیرحسین و بازپس‌گیری ولایت فارس بودند. سرانجام در سال ۱۳۴۲ م شیخ ابواسحاق (در آن زمان حکومت اصفهان را در دست داشته) با فردی به نام ملک اشرف چوپانی، پسرعموی پیرحسین، هم‌پیمان می‌شود و با همراهی او به فارس لشکر می‌کشد. پیرحسین که از قصد آنها آگاهی یافته بود تصمیم می‌گیرد پیش‌دستی کند و خود به استقبال نبرد با آنها به اصفهان می‌رود. ابواسحاق و ملک اشرف، پیرحسین را شکست می‌دهند و پیرحسین بار دیگر ناچار به تبریز می‌رود و در نهایت همان‌جا به دستور شیخ حسن کوچک کشته می‌شود. ابواسحاق، پیروز از جنگ، زودتر از متحد خود، ملک اشرف، وارد شیراز می‌شود و دروازه شهر را به سوی او می‌بندد. شیرازی‌ها به حمایت از ابواسحاق برمی‌خیزند و ابواسحاق شبانه به اردوگاه ملک اشرف حمله می‌برد و نیروهای چوپانی می‌گریزند. هم‌زمان، مسعودشاه با حمایت یاغی باستی (از دیگر امرای چوپانی و عموی ملک اشرف) به شیراز بازمی‌گردد. ابواسحاق حکومت شیراز را به برادر بزرگتر خود، مسعودشاه، واگذار می‌کند و خود به منطقه شبانکاره در شرق نقل مکان می‌کند. طولی نمی‌کشد که در همان سال (۱۳۴۲ م) یاغی باستی مسعودشاه اینجو را به قتل می‌رساند تا خود به تنهایی بر شیراز فرمان براند. ابواسحاق با شنیدن این خبر تصمیم می‌گیرد انتقام برادر را از یاغی بستاند. عده‌ای از بزرگان شیراز و مردم نیز بار دیگر به حمایت از ابواسحاق برمی‌خیزند. سرانجام پس از حدود ۲۰ روز کشمکش و زدوخورد در خیابان‌های شیراز، با پادرمیانی والی کازرون یاغی باستی و افرادش از شیراز بیرون رانده می‌شوند. یک سال بعد، در سال ۱۳۴۳ م چوپانیان بار دیگر قصد تصرف شیراز می‌کنند. یاغی باستی و ملک اشرف به هم می‌پیوندند و با سپاهی به سمت شیراز راه می‌افتند. امیر مبارزالدین مظفری هم به یاری آنها می‌آید و با فتح ابرقو عده زیادی از ساکنان آن دیار را از دم تیغ می‌گذارنند. اما پیش از آنکه به شیراز برسند، در پی خبر کشته شدن حسن کوچک، امیر بزرگ چوپانیان در تبریز، امرای چوپانی به ناچار پیشروی را متوقف می‌کنند و عازم تبریز می‌شوند. ابواسحاق از سال ۱۳۴۳ م به مدت حدود ده سال به عنوان حاکم بلامنازع ولایات اصفهان و فارس تا ساحل خلیج فارس فرمان راند.
در نهایت رقیب و مدعی او، مبارزالدین محمد که فرمانروای یزد بود، وی را غافلگیر کرد و از فارس بیرون راند (۷۵۴ ق/ ۱۳۵۳م). چندی بعد اصفهان را هم از دست او بیرون آورد و شاه شیخ ابواسحاق به دست مبارزالدین محمد اسیر شد. مبارزالدین او را به شیراز برد و در آنجا به سال ۷۵۸ ق/ ۱۳۵۷ م به قتل رساند.
شاه شیخ ابواسحاق به قدری اهل خوشگذرانی بود که در واپسین روزهای حکومت خود بر شیراز و زمانی که شهر در محاصره امیر مبارزالدین بود نیز توجه به این امر نمی‌کرد و مشغول می‌گساری بود تا این که امیر مبارزالدین به شهر وارد شد. حافظ ابرو نویسنده زبدةالتواریخ این رخداد را چنین نقل می‌کند:

چون دروازه موردستان بر روی امیر مبارزالدین محمد بگشاندند و او با اکابر لشکر خود به شهر درآمد و در اندرون شهر آوازه نقارهٔ مبارزی برآمد، امیر جمال الدین شیخ ابواسحاق صبوحی کرده بود، مستان و طافح شده که: «چه آشوب است؟» گفتند: «نقاره محمد مظفر است.» گفت: «این مردک ستیزه‌روی هنوز نرفته‌است و هنوز اینجاست؟!»

او در مدت مجموعاً پانزده سال فرمانروایی در فارس، خود را نمونه یک پادشاه هنرپرور، صاحب ذوق و عشرت‌دوست نشان داد. وی هم‌عصر حافظ بود. حافظ در اشاره به دوران زمام‌داری ابواسحاق می‌گوید:
راستی خاتم فیروزه بواسحاقی

خوش درخشید ولی دولت مستعجل بود